# Granaderos de Tarqui

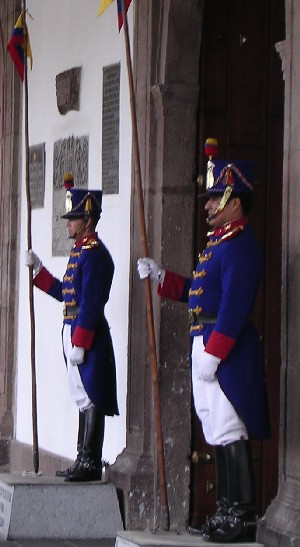
El uniforme de los granaderos de Tarqui, actualmente guardia de honor del Palacio presidencial de Quito, está inspirado en los uniformes que usó el ejército de la Gran Colombia en la batalla del Portete de Tarqui.

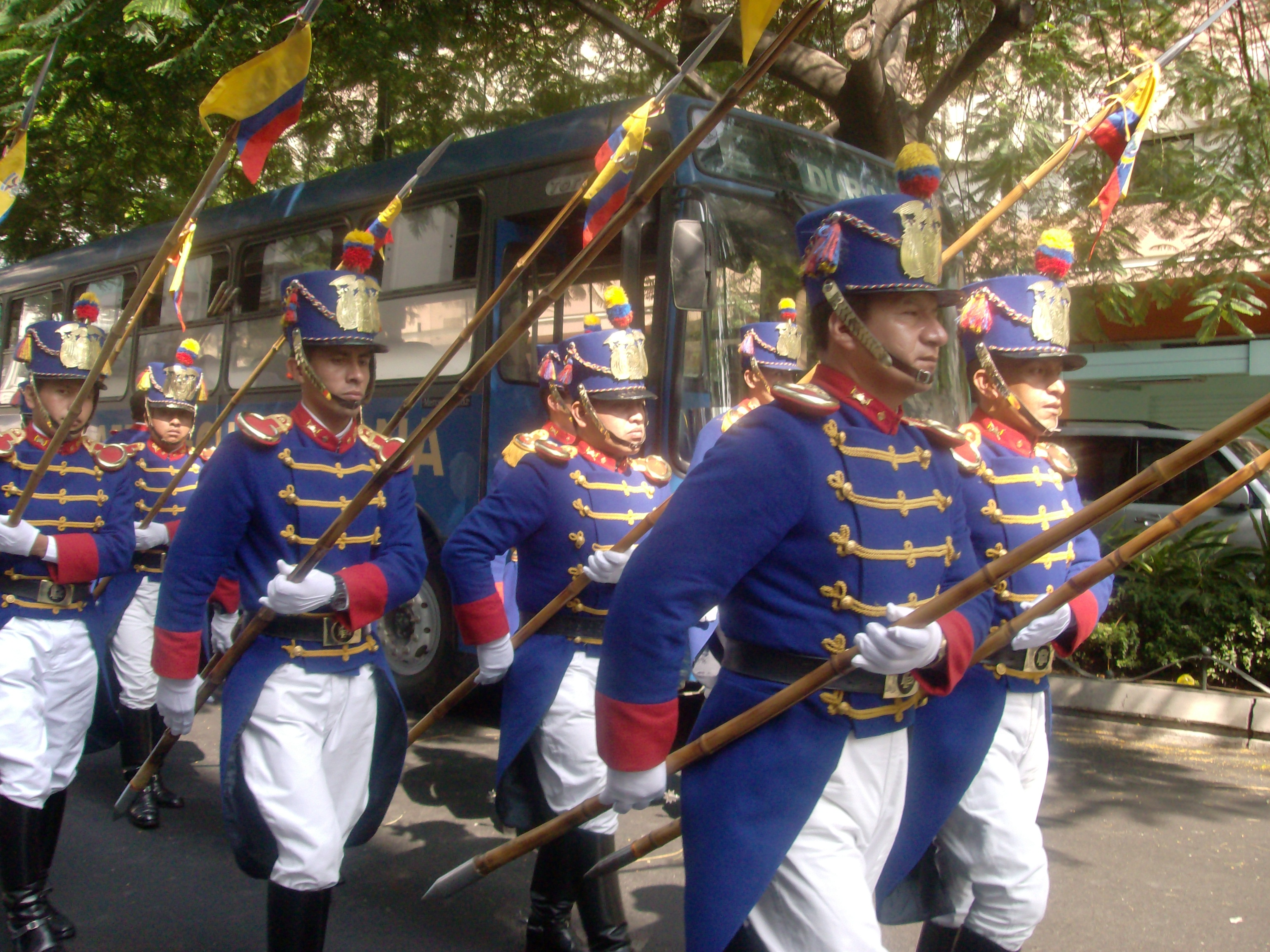
Granaderos de Tarqui, en el centro de Guayaquil

El Grupo Escolta Presidencial Granaderos de Tarqui es una unidad especial de caballería del Ejército ecuatoriano, que conforma la guardia de honor de la Presidencia de la República y resguarda el Palacio de Carondelet en Quito, sede del Gobierno de la República del Ecuador. 

## Historia

### Antecedentes
La historia de los granaderos data de la época de las luchas por la independencia en América. Los granaderos tienen su origen en las tropas comandadas por el Mariscal Antonio José de Sucre que sellaron la independencia del Ecuador en la Batalla de Pichincha en 1822 y que participaron en la Batalla del Portete de Tarqui ocurrida el 27 de febrero de 1829, en las provincias del Azuay y Loja, de ahí su nombre “Granaderos de Tarqui”. Estos soldados, al mando de Simón Bolívar y José de San Martín, conformaron el ejército de patriotas que lucharon por la causa libertaria desde 1812 en toda América. Anteriormente los granaderos existieron en Francia y eran soldados altos y corpulentos, equipados con hacha, sable y, principalmente, granadas (de ahí su nombre). Se entrenaban para vigilar la seguridad de la Monarquía.
Durante el siglo XIX el palacio de Gobierno de Quito era custodiado por unidades del Ejército, que tenían su cuartel en el cercano edificio del antiguo batallón colonial Real de Lima. Sin embargo, los presidentes ecuatorianos no tenían una guardia de corps permanente, sino algunos edecanes armados. Esto se pudo constatar durante el asesinato del presidente Gabriel García Moreno, en 1875, quien al momento de ser atacado solo estaba acompañado por un edecán.

### Origen de la Escolta Presidencial
El 25 de enero de 1919, se organiza por primera vez el Grupo de Caballería N° 1 como Escolta Presidencial, permaneciendo vigente hasta 1940 pues ese año, el presidente Carlos Arroyo del Río dispone que el servicio de su seguridad sea hecha rotativamente por todas las unidades de la Plaza de Quito.
El 31 de octubre de 1952, mediante decreto ejecutivo el presidente José María Velasco Ibarra realiza una reforma al orgánico del Ejército, en tiempo de paz, añadiendo a la Subsección de Edecanes y Escolta Presidencial. 
En 1987, en plenas funciones de presidente de la República, León Febres-Cordero Ribadeneyra publicó la Resolución Ministerial del nuevo orgánico del Escuadrón Escolta Presidencial, elevando su categoría de Escuadrón a la de Grupo, denominándose desde ese momento Grupo Escolta Presidencial “Granaderos de Tarqui”. 
En el régimen de Sixto Durán Ballén, se específica las funciones del Grupo Escolta Presidencial “Granaderos de Tarqui”, y del Escuadrón de Seguridad Presidencial, ambos comandados por un solo jefe; que era el Jefe de la Casa Militar. 
Bajo el gobierno de Rafael Correa se dispone fusionar la Casa Militar Presidencial y el Escuadrón de Transporte Aéreo Presidencial en el Servicio de Protección Presidencial, adscrito a la Presidencia de la República. 
Correa además decretó que el Cambio de Guardia del Palacio de Gobierno que realizan los Granaderos sea público y se constituya como un momento cívico a realizarse todos los lunes en la Plaza de la Independencia de Quito, con la presencia del Presidente y otras dignidades del Estado.

## Misiones de la escolta presidencial
Entre las principales misiones que realizan, están principalmente:
- Realizar honores al Presidente de la República,
- Montar guardia de honor en la puerta principal del Palacio de Carondelet y en la Vicepresidencia de la República, durante los actos públicos a los que asiste el jefe de Estado,
- Hacer honores a Jefes de Estado durante visitas oficiales al Ecuador,
- Honran a mandatarios fallecidos durante sus velatorios y sepelios,
- Izar y arriar la bandera nacional del asta del Palacio de Gobierno.
- En ocasiones especiales, montar guardia de honor ante la tumba del Gran Mariscal de Ayacucho, Antonio José de Sucre, en la Catedral Metropolitana de Quito.

## Vestimenta
Es de influencia francesa y la vistieron los soldados que combatieron junto a Antonio José de Sucre en las batallas por la Independencia y en la batalla del Portete de Tarqui.
Morrión: (casco) hecho de paño azul bandera con penacho tricolor y el Escudo del Ecuador hacia el frente, con una trenza tricolor sujetada por borletes de cada lado y carrilera de metal dorado. 
Casaca: (frac) paño azul bandera, con cuello y bocamangas rígidas forradas de paño rojo. En los externos anteriores del cuello lleva el escudo del Ejército y las insignias de la Caballería Blindada. 
Charreteras: poseen filos de metal dorado con un fondo de paño rojo o con flequillos dorados para oficiales. 
Cinturón: de cuero color negro, con tahalí y chapa dorada al fuego, con monogramas que resaltan el nombre de la Escolta Presidencial. Para los oficiales se utiliza cinturón de gala tricolor.
Pantalón y camisa: pantalón de bota hecho de dril blanco, con doble franja azul. La camisa de tela blanca, llana y sin cuello. El corbatín de plástico de color blanco. 
Accesorios: las botas de tubo son rígidas, de ruso negro con espuelas metálicas y niqueladas con rodaja. También utilizan guantes blancos de gamuza.
Armamento: los oficiales de honor llevan un sable de acero con empuñadura de cabeza de león y guarniciones doradas al fuego y labrada a alto relieve. La vaina niquelada con abrazadera fija y con ojal para asegurar la cadenilla.
Los granaderos de tropa usan una lanza con un banderín tricolor cuando marchan a caballo y a pie, en las ceremonias en las que participa el Presidente de la República y en el cambio de Guardia del Palacio de Carondelet. 